# Плавание на чемпионате мира по водным видам спорта 2011
Соревнования по плаванию на чемпионате мира по водным видам спорта 2011 проходили в Бассейне Шанхайского спортивного центра «Восток» в Шанхае, с 24 по 31 июля 2011 года. Плавание — один из пяти водных видов спорта, представленных на чемпионате. Чемпионат мира в Шанхае — одно из соревнований квалификации к Олимпиаде-2012, условие квалификации для спортсменов — проплыть не хуже квалификационного времени (ОКВ или ООВ) в одном из заплывов, а для национальных эстафетных команд условие квалификации — занять не ниже 12-го места в данной эстафете.

## Правила участия в соревнованиях
14—16 января 2010 года Бюро Международной федерации плавания на заседании в Бангкоке приняло систему квалификации в плавании к предстоящему чемпионату мира. Были установлены квалификационные нормативы A и B. В данной индивидуальной дисциплине от национальной федерации по-прежнему могло быть представлено не более двух участников, однако если представлен один участник, он должен был до этого выполнить норматив B, а если представлены два участника, оба они должны были выполнить норматив A. Соревнования должны были быть заранее одобрены ФИНА, сроки квалификации — с 1 марта 2010 года по 30 июня 2011 года.
Если от национальной федерации ни для одной индивидуальной дисциплины не квалифицировался ни один спортсмен, федерация могла выставить одного спортсмена, участвовавшего в национальном чемпионате не более чем для двух дисциплин. А если от национальной федерации в общей сложности квалифицировался лишь один спортсмен, она могла выставить ещё одного участника противоположного пола для участия не более чем в двух дисциплинах и также участвовавшего в национальном чемпионате.
Для эстафет каждая национальная федерация по-прежнему могла выставить только одну команду, состав которой мог быть различным для отборочного и финального заплывов. Однако каждый дополнительный (сверх 4) участник эстафеты должен был до этого выполнить норматив B для соответствующего стиля и дистанции, и всего для участия в n (n<7) эстафетах от национальной федерации могло быть выставлено не более 2n участников. Медали или дипломы вручались не только спортсменам команды, участвовавшим в финальном заплыве, но и тем, кто участвовал только в отборочном заплыве. Общее число участников соревнований по плаванию от одной национальной федерации — не более 26 мужчин и 26 женщин.
| Дисциплина                  | Мужчины  | Мужчины  | Женщины  | Женщины  |
| Дисциплина                  | A        | B        | A        | B        |
| 50 м, вольный стиль         | 22,35    | 22,90    | 25,43    | 26,06    |
| 100 м, вольный стиль        | 49,23    | 50,44    | 55,24    | 56,60    |
| 200 м, вольный стиль        | 1.48,72  | 1.51,40  | 1.59,29  | 2.02,24  |
| 400 м, вольный стиль        | 3.49,96  | 3.55,63  | 4.11,26  | 4.17,64  |
| 800 м, вольный стиль        | 8.10,26  | 8.37,52  | 8.35,98  | 8.48,70  |
| 1500 м, вольный стиль       | 15.13,16 | 15.35,67 | 16.41,49 | 17.10,88 |
|                             |          |          |          |          |
| 50 м, на спине              | 25,34    | 25,98    | 29,07    | 29,80    |
| 100 м, на спине             | 55,14    | 56,50    | 1.01,70  | 1.03,22  |
| 200 м, на спине             | 1.59,72  | 2.02,67  | 2.12,73  | 2.16,01  |
|                             |          |          |          |          |
| 50 м, брасс                 | 27,63    | 28,32    | 31,52    | 32,31    |
| 100 м, брасс                | 1.01,57  | 1.03,08  | 1.09,01  | 1.10,72  |
| 200 м, брасс                | 2.13,69  | 2.16,99  | 2.28,21  | 2.31,87  |
|                             |          |          |          |          |
| 50 м, баттерфляй            | 23,73    | 24,32    | 26,68    | 27,35    |
| 100 м, баттерфляй           | 52,86    | 54,16    | 59,35    | 1.00,82  |
| 200 м, баттерфляй           | 1.57,67  | 2.00,57  | 2.10,84  | 2.14,07  |
|                             |          |          |          |          |
| 200 м, комплексное плавание | 2.01,40  | 2.04,39  | 2.15,27  | 2.18,57  |
| 400 м, комплексное плавание | 4.18,40  | 4.24,77  | 4.45,08  | 4.52,11  |

Чемпионат мира по водным видам спорта 2011 был одним из первых крупных соревнований после введения строгих ограничений на материал, из которого изготовлен костюм для плавания. Этот материал должен был быть текстильным. Кроме того, ограничивался и сам вид костюма, поэтому, в отличие от предыдущего чемпионата мира, если не единственными, то по крайней мере, абсолютно преобладающими были лишь два типа костюмов: у мужчин — шорты примерно до колен но не закрывающие колени, у женщин — слитный костюм, не покрывающий руки, почти не покрывающий спину и также до колен, но не покрывающий колени.

## Соревнования и их расписание
Соревнования по плаванию включали заплывы в 50-метровом бассейне в 40 дисциплинах (20 — для мужчин, 20 — для женщин). Эти 20 дисциплин как у мужчин, так и у женщин были одинаковыми по стилям и дистанциям и состояли из 17 индивидуальных и трёх эстафет.
Расписание проведения соревнований под дням было такое же, как на предыдущем чемпионате, поэтому и вид нижеследующей таблицы — такой же, отличаются лишь соответствующие даты (на два дня для каждого соревнования).
|  | Отборочные |  | Отборочные и полуфиналы |  | Отборочные и финал |  | Финал |

| Вольный стиль        |
| 50 м                 |
| 100 м                |
| 200 м                |
| 400 м                |
| 800 м                |
| 1500 м               |
| Брасс                |
| 50 м                 |
| 100 м                |
| 200 м                |
| Баттерфляй           |
| 50 м                 |
| 100 м                |
| 200 м                |
| На спине             |
| 50 м                 |
| 100 м                |
| 200 м                |
| Комплексное плавание |
| 200 м                |
| 400 м                |
| Эстафеты             |
| 4×100 м в/с          |
| 4×200 м в/c          |
| 4×100 м комб.        |

| Вольный стиль        |
| 50 м                 |
| 100 м                |
| 200 м                |
| 400 м                |
| 800 м                |
| 1500 м               |
| Брасс                |
| 50 м                 |
| 100 м                |
| 200 м                |
| Баттерфляй           |
| 50 м                 |
| 100 м                |
| 200 м                |
| На спине             |
| 50 м                 |
| 100 м                |
| 200 м                |
| Комплексное плавание |
| 200 м                |
| 400 м                |
| Эстафеты             |
| 4×100 м в/с          |
| 4×200 м в/c          |
| 4×100 м комб.        |

Сессия отборочных заплывов начиналась утром, в 9:00 по местному времени (то есть UTC+8), а полуфиналов и финалов — вечером, в 18:00.

## Медалисты

### Мужчины
| Дисциплина                              | Золото | Серебро | Бронза |
| 50 метров вольный стиль см. подробнее   | Сезар Сьелу — 21,52 Бразилия | Лука Дотто — 21,90 Италия | Ален Бернар — 21,92 Франция |
| 100 метров вольный стиль см. подробнее  | Джеймс Магнуссен — 47,63 Австралия | Брент Хейден — 47,95 Канада | Вилльян Мейнар — 48,00 Франция                                                                                                   |
| 200 метров вольный стиль см. подробнее  | Райан Лохте — 1.44,44 США | Майкл Фелпс — 1.44,79 США | Пауль Бидерман — 1.44,88 Германия                                                                                                |
| 400 метров вольный стиль см. подробнее  | Пак Тхэ Хван — 3.42,04 Республика Корея | Сунь Ян — 3.43,24 КНР | Пауль Бидерман — 3.44,14 Германия                                                                                                |
| 800 метров вольный стиль см. подробнее  | Сунь Ян — 7.38,57 КНР | Райан Кохрейн — 7.41,86 Канада | Гергё Киш — 7.44,94 Венгрия |
| 1500 метров вольный стиль см. подробнее | Сунь Ян — 14.34,14 WR КНР | Райан Кохрейн — 14.44,46 Канада | Гергё Киш — 14.45,66 Венгрия |
|                                         | | | |
| 50 метров брассом см. подробнее         | Фелипе Силва — 27,01 Бразилия | Фабио Скоццоли 27,17 Италия | Кэмерон ван дер Бург 27,19 ЮАР                                                                                                   |
| 100 метров брассом см. подробнее        | Александр Дале Оен — 58,71 Норвегия | Фабио Скоццоли — 59,42 Италия | Кэмерон ван дер Бург — 59,49 ЮАР                                                                                                 |
| 200 метров брассом см. подробнее        | Даниель Дьюрта — 2.08,41 Венгрия | Косукэ Китадзима — 2.08,63 Япония | Кристиан фом Лен — 2.09,06 Германия                                                                                              |
|                                         | | | |
| 50 м, баттерфляй                        | Сезар Сьелу — 23,10 Бразилия | Мэтт Таргет — 23,28 Австралия | Джефф Хьюджилл — 23,35 Австралия                                                                                                 |
| 100 м, баттерфляй                       | Майкл Фелпс — 50,71 США | Конрад Черняк — 51,15 Польша | Тайлер Макгилл — 51,26 США |
| 200 м, баттерфляй                       | Майкл Фелпс — 1.53,34 США | Такэси Мацуда — 1.54,01 Япония | У Пэн — 1.54,67 КНР |
|                                         | | | |
| 50 м, на спине                          | Лиам Тэнкок — 24,50 Великобритания | Камиль Лакур — 24,57 Франция | Герхард Зандберг — 24,66 ЮАР |
| 100 м, на спине                         | Камиль Лакур — 52,76 Франция | — | Рёсукэ Ириэ — 52,98 Япония |
| 100 м, на спине                         | Жереми Стравьюс — 52,76 Франция | — | Рёсукэ Ириэ — 52,98 Япония |
| 200 м, на спине                         | Райан Лохте — 1.52,96 США | Рёсукэ Ириэ — 1.54,11 Япония | Тайлер Клэри — 1.54,69 США |
|                                         | | | |
| 200 м, комплексное плавание             | Райан Лохте — 1.54,00 WR США | Майкл Фелпс — 1.54,16 США | Ласло Чех — 1.57,69 Венгрия |
| 400 м, комплексное плавание             | Райан Лохте — 4.07,13 США | Тайлер Клэри — 4.11,17 США | Юя Хорихата — 4.11,98 Япония |
|                                         | | | |
| Эстафета 4×100 м, вольный стиль         | Австралия — 3.11,00 · Джеймс Магнуссен · Мэтт Таргетт · Мэттью Эбуд · Имон Салливан · Кайл Ричардсон* · Джеймс Робертс*                         | Франция — 3.11,14 · Ален Бернар · Жереми Стравьюс · Вилльян Мейнар · Фабьен Жило                                                                             | США — 3.11,96 · Майкл Фелпс · Гарретт Вебер-Гейл · Джейсон Лезак · Натан Эйдриан · Райан Лохте* · Скот Робисон* · Дэвид Уолтерс* |
| Эстафета 4×200 м, вольный стиль         | США — 7.02,67 · Майкл Фелпс · Питер Вандеркай · Рики Беренс · Райан Лохте · Дейвид Уолтерс* · Конор Дуайер*                                     | Франция — 7.04,81 · Янник Аньель · Грегори Малле · Жереми Стравьюс · Фабьен Жило · Себастьен Руо*                                                            | Китай — 7.05,67 · Ван Шунь · Чжан Линь · Ли Юньци · Сунь Ян · Цзян Юйхуэй*                                                       |
| Комбинированная эстафета 4x100 м        | США — 3.32,06 · Ник Томен · Марк Ганглофф · Майкл Фелпс · Натан Эйдриан · Дейвид Пламмер* · Эрик Шанто* · Тайлер Макгилл* · Гарретт Вебер-Гейл* | Австралия — 3.32,26 · Хайден Стокель · Брентон Рикард · Джефф Хьюджилл · Джеймс Магнуссен · Бен Трефферс* · Кристиан Спренгер* · Сэм Ашби* · Джеймс Робертс* | Германия — 3.32,60 · Хельге Меув · Хендрик Фельдвер · Бенджамин Штарке · Пауль Бидерманн · Маркус Дайблер*                       |

* — участники только предварительных заплывов

### Женщины
| Дисциплина                                         | Золото | Серебро | Бронза                                                                                     |
| 50 м, вольный стиль                                | Тереза Альсхаммар — 24,14 Швеция                                                                                       | Раноми Кромовидьойо — 24,27 Нидерланды                                                                             | Марлен Велдхёйс — Нидерланды — 24,49                                                       |
| 100 м, вольный стиль                               | Джанетт Оттесен — 53,45 Дания Александра Герасименя — 53,45 Беларусь                                                   | | Раноми Кромовидьойо — 53,66 Нидерланды                                                     |
| 200 м, вольный стиль                               | Федерика Пеллегрини — 1.55,58 Италия                                                                                   | Кайли Палмер — 1.56,04 Австралия                                                                                   | Камиль Мюффа — 1.56,10 Франция                                                             |
| 400 м, вольный стиль                               | Федерика Пеллегрини — 4.01,97 Италия                                                                                   | Ребекка Эдлингтон — 4.04,01 Великобритания                                                                         | Камиль Мюффа — 4.04,06 Франция                                                             |
| 800 м, вольный стиль                               | Ребекка Эдлингтон — 8.17,51 Великобритания                                                                             | Лотте Фрийс — 8.18,20 Дания                                                                                        | Кейт Циглер — 8.23,36 США                                                                  |
| 1500 м, вольный стиль                              | Лотте Фрийс — 15.49,59 Дания                                                                                           | Кейт Циглер — 15.55,60 США                                                                                         | Ли Сюаньсюй — 15.58,02 КНР                                                                 |
|                                                    | | |                                                                                            |
| 50 м, брасс                                        | Джессика Харди — 30,19 США                                                                                             | Юлия Ефимова — 30,49 Россия                                                                                        | Ребекка Сони — 30,58 США                                                                   |
| 100 м, брасс                                       | Ребекка Сони — 1.05,05 США                                                                                             | Лейзел Джонс — 1.06,25 Австралия                                                                                   | Цзи Липин — 1.06,52 КНР                                                                    |
| 200 м, брасс                                       | Ребекка Сони — 2.21,47 США                                                                                             | Юлия Ефимова — 2.22,22 Россия                                                                                      | Марта Маккейб — 2.24,81 Канада                                                             |
|                                                    | | |                                                                                            |
| 50 м, баттерфляй                                   | Инге Деккер — 25,71 Голландия                                                                                          | Тереза Альсхаммар — 25,76 Швеция                                                                                   | Мелани Эник — 25,86 Франция                                                                |
| 100 м, баттерфляй                                  | Дана Воллмер — 56,87 США                                                                                               | Алишия Куттс — 56,94 Австралия                                                                                     | Лу Ин — 57,06 КНР                                                                          |
| 200 м, баттерфляй                                  | Цзяо Люян — 2.05,55 КНР                                                                                                | Эллен Гэнди — 2.05,59 Великобритания                                                                               | Лю Цзыгэ — 2.05,90 КНР                                                                     |
|                                                    | | |                                                                                            |
| 50 м, на спине                                     | Анастасия Зуева — 27,79 Россия                                                                                         | Ая Тэракава — 27,93 Япония                                                                                         | Мисси Франклин — 28,01 США                                                                 |
| 100 м, на спине                                    | Чжао Цзи — 59,05 КНР                                                                                                   | Анастасия Зуева — 59,06 Россия                                                                                     | Натали Кафлин — 59,15 США                                                                  |
| 200 м, на спине                                    | Мисси Франклин — 2.05,10 США                                                                                           | Белинда Хокинг — 2.06,06 Австралия                                                                                 | Шарон ван Рауэндал — 2.07,78 Нидерланды                                                    |
|                                                    | | |                                                                                            |
| 200 м, комплексное плавание                        | Е Шивэнь — 2.08,90 КНР                                                                                                 | Алишия Куттс — 2.09,00 Австралия                                                                                   | Ариана Кукорс — 2.09,12 США                                                                |
| 400 м, комплексное плавание                        | Элизабет Бейзел — 4.31,78 США                                                                                          | Ханна Майли — 4.34,22 Великобритания                                                                               | Стефани Райс — 4.34,23 Австралия                                                           |
|                                                    | | |                                                                                            |
| Эстафета 4×100 метров вольным стилем см. подробнее | Нидерланды — 3.33,96 · Инге Деккер · Раноми Кромовидьойо · Марлен Велдхёйс · Фемке Хемскерк · Мауд ван дер Мер*        | США — 3.34,47 · Натали Кафлин · Мелисса Франклин · Джессика Харди · Дана Воллмер · Аманда Вейр* · Кара Линн Джойс* | Германия — 3.36,05 · Бритта Штеффен · Зильке Липпок · Лиза Фиттинг · Даниела Шрайбер       |
| Эстафета 4×200 метров вольным стилем см. подробнее | США — 7.46,14 · Мелисса Франклин · Дагни Кнутсон · Кэти Хофф · Эллисон Шмитт · Джасмин Тоски*                          | Австралия — 7.47,42 · Бронте Барратт · Блэр Эванс · Анджи Бейнбридж · Кайли Палмер · Джейд Нилсен*                 | Китай — 7.47,66 · Чэнь Цянь · Пан Цзяин · Лю Цзин · Тан И · Чжу Цяньвэй*                   |
| Комбинированная эстафета 4x100 м                   | — 3.52,36 США Натали Кафлин Ребекка Сони Дана Воллмер Мелисса Франклин Элизабет Пелтон* Кристин Магнусон* Аманда Вейр* | — 3.55,61 КНР Чжао Цзин Цзи Липин Лу Ин Тан И Гао Чан* Сунь Е* Цзяо Люян* Ли Чжэсы*                                | — 3.57,13 Австралия Белинда Хокинг Лейзел Джонс Алишия Куттс Меринда Дингьян Стефани Райс* |

- * — участники только предварительных заплывов

## Итоговый медальный зачёт
| Место | Страна           | Золото | Серебро | Бронза | Всего |
| 1     | США              | 16     | 5       | 8      | 29    |
| 2     | Китай            | 5      | 2       | 7      | 14    |
| 3     | Бразилия         | 3      | 0       | 0      | 3     |
| 4     | Австралия        | 2      | 8       | 3      | 13    |
| 5     | Франция          | 2      | 3       | 5      | 10    |
| 6     | Италия           | 2      | 3       | 0      | 5     |
| 6     | Великобритания   | 2      | 3       | 0      | 5     |
| 8     | Нидерланды       | 2      | 1       | 3      | 6     |
| 9     | Дания            | 2      | 1       | 0      | 3     |
| 10    | Россия           | 1      | 3       | 0      | 4     |
| 11    | Швеция           | 1      | 1       | 0      | 2     |
| 12    | Венгрия          | 1      | 0       | 3      | 4     |
| 13    | Республика Корея | 1      | 0       | 0      | 1     |
| 13    | Норвегия         | 1      | 0       | 0      | 1     |
| 13    | Беларусь         | 1      | 0       | 0      | 1     |
| 16    | Япония           | 0      | 4       | 2      | 6     |
| 17    | Канада           | 0      | 3       | 1      | 4     |
| 18    | Польша           | 0      | 1       | 0      | 1     |
| 19    | Германия         | 0      | 0       | 5      | 5     |
| 20    | ЮАР              | 0      | 0       | 3      | 3     |

## Рекорды
Приведённые ниже мировые рекорды и рекорды чемпионата были установлены во время соревнований.

### Мировые рекорды
| Дата    | Соревнование                                | Время    | Спортсмен   | Страна |
| ------- | ------------------------------------------- | -------- | ----------- | ------ |
| 28 июля | Мужчины, 200 м, комплексное плавание, финал | 1.54,00  | Райан Лохте | США    |
| 31 июля | Мужчины, 1500 м, вольный стиль, финал       | 14.34,14 | Сунь Ян     | Китай  |

### Рекорды чемпионата
| Дата    | Соревнование                                | Время    | Спортсмен   | Страна |
| ------- | ------------------------------------------- | -------- | ----------- | ------ |
| 28 июля | Мужчины, 200 м, комплексное плавание, финал | 1.54,00  | Райан Лохте | США    |
| 31 июля | Мужчины, 1500 м, вольный стиль, финал       | 14.34,14 | Сунь Ян     | Китай  |